# یواس‌اس اوسپری (ام‌اچ‌سی-۵۱)
یواس‌اس اوسپری (ام‌اچ‌سی-۵۱) (به انگلیسی: USS Osprey (MHC-51)) یک کشتی بود که طول آن ۱۸۸ فوت (۵۷ متر) بود. این کشتی در سال ۱۹۹۱ ساخته شد.